# Badminton na Letních olympijských hrách 2024
Badminton na Letních olympijských hrách 2024 v Paříži se konal od 27. července do 5. srpna 2024.

## Medailisté

### Muži
| Kategorie    | Zlato                                     | Stříbro                                     | Bronz                                      |
| ------------ | ----------------------------------------- | ------------------------------------------- | ------------------------------------------ |
| dvouhra mužů | Viktor Axelsen · Dánsko (DEN)             | Kunlavut Vitidsarn · Thajsko (THA)          | Lee Zii Jia · Malajsie (MAS)               |
| čtyřhra mužů | Li Jang · Wang Čch’-lin · Tchaj-wan (TPE) | Liang Wej-kcheng · Wang Čchang · Čína (CHN) | Aaron Chia · Soh Wooi Yik · Malajsie (MAS) |

### Ženy
| Kategorie   | Zlato                                       | Stříbro                                | Bronz                                              |
| ----------- | ------------------------------------------- | -------------------------------------- | -------------------------------------------------- |
| dvouhra žen | An Se-jong · Jižní Korea (KOR)              | Che Ping-ťiao · Čína (CHN)             | Gregoria Mariska Tunjungová · Indonésie (INA)      |
| čtyřhra žen | Čína (CHN) · Čchen Čching-čchen · Ťia I-fan | Čína (CHN) · Liou Šeng-šu · Tchan Ning | Japonsko (JPN) · Nami Macujamaová · Čiharu Šidaová |

### Smíšené
| Kategorie       | Zlato                                        | Stříbro                                     | Bronz                                             |
| --------------- | -------------------------------------------- | ------------------------------------------- | ------------------------------------------------- |
| smíšená čtyřhra | Čína (CHN) · Čeng S’ Wej · Chuang Ja Čchiung | Jižní Korea (KOR) · Kim Won-ho · Čong Na-un | Japonsko (JPN) · Yuta Watanabe · Arisa Higašinová |

## Přehled medailí
| Pořadí | Země        | Zlato | Stříbro | Bronz | Celkem |
| ------ | ----------- | ----- | ------- | ----- | ------ |
| 1      | Čína        | 2     | 3       | 0     | 5      |
| 2      | Jižní Korea | 1     | 1       | 0     | 2      |
| 3      | Tchaj-wan   | 1     | 0       | 0     | 1      |
| 3      | Dánsko      | 1     | 0       | 0     | 1      |
| 5      | Thajsko     | 0     | 1       | 0     | 1      |
| 6.     | Japonsko    | 0     | 0       | 2     | 2      |
| 6.     | Malajsie    | 0     | 0       | 2     | 2      |
| 7.     | Indonésie   | 0     | 0       | 1     | 1      |
| celkem | celkem      | 5     | 5       | 5     | 15     |